# ایوان کترفیلد
ایوان کترفیلد (به انگلیسی: Yvonne Catterfeld) (زاده ۲ دسامبر ۱۹۷۹) خواننده ، بازیگر آلمانی است.
از فیلم‌های معروف او می‌توان به بازی در دیو و دلبر اشاره کرد.